# 春の海

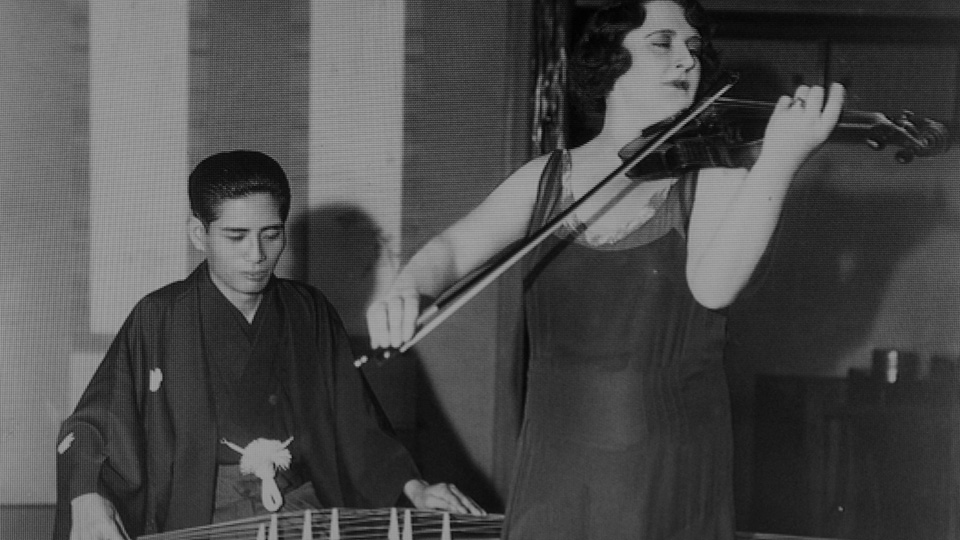
琴を弾く宮城道雄とヴァイオリンを弾くルネ・シュメー。

春の海（はるのうみ）は、日本の箏曲家であり作曲家の宮城道雄が作曲した箏曲。ヴァイオリン版も知られるが、本来は箏と尺八の二重奏である。
新日本音楽を代表する楽曲である。日本では、小学校における音楽の観賞用教材として指定されているほか、特に正月には、テレビ・ラジオ番組や商業施設等でBGMとして使用されているため、今日では正月をイメージする代表的な曲の一つとして知られている。

## 曲の特徴
1930年（昭和5年）の歌会始の勅題「海辺の巖」にちなみ、歌会始前の昭和4年（1929年）末に作曲された。宮城は曲のモチーフとして、大正6年（1917年）に上京する際に航路で旅した瀬戸内海をイメージして描いている（随筆「『春の海』のことなど」より）。8歳で失明する前に祖父母に育てられて住んでいた瀬戸内の景勝地、福山市の鞆の浦の美しい風景が目に焼きついたのをイメージして描いている、という説は誤り。宮城道雄は幼少の頃に鞆の浦で過ごしたことはなく、初めて鞆に来たのは昭和23年（1948年）8月のことであった（随筆「鞆の津」より）。
箏とヴァイオリンによる二重奏のレコードの発売は、フランスの有名な女性ヴァイオリニストであったルネ・シュメーの来日に遡る。昭和7年（1932年）、シュメーが東京を訪れた際、演奏披露された宮城の『春の海』をとりわけ気に入り、自身もヴァイオリンで演奏するべく宮城へ申し入れた。
シュメーは、滞在先の帝国ホテルで尺八のパートをヴァイオリンへ変更する編曲を独自で行った。一晩で仕上げたという彼女の才能と熱意に宮城は感銘を受けつつ、彼女と奏じたところ、宮城も言葉は通じないが音楽家として曲全体の符合を確信する。これにより2人の公開演奏が決まり、宮城の箏とシュメーのヴァイオリンによる二重奏での『春の海』が日比谷公会堂で演奏された。この宮城とシュメーによる『春の海』は、後に改めて日本で録音され、日本、アメリカ合衆国、フランスでレコード発売された。これが契機となり、日本国内のみでなく国外の人々にも認知され、また親しまれる曲となった。ギドン・クレーメルが来日時に吉野直子と共演した際、この例に倣って演奏・録音した。
『春の海』は、江戸時代までの近世邦楽ではないが、現代においても日本の正月をイメージさせる曲として定着しており、その広がりから日本的な景色を強く印象付ける伝統的な楽曲とされる。もっとも先述のシュメーの演奏を聴いていた須永克己は、『春の海』を洋楽的な音楽として受け止めていた。

## 演奏

### 初演
『春の海』の初演は、1929年末に作曲者である宮城と尺八演奏家の吉田晴風により日比谷公会堂で行われた。事実上の初演は1929年末であるが、宮城は随筆『夢の姿』で何よりも歌会始めの勅題に因んだものであるから、本当の初演は翌年の春としていると述べている。

### 著名な演奏
- 1932年、東京の日比谷公会堂でのフランスの女性ヴァイオリニストのルネ・シュメーと宮城の演奏による『春の海』。

- 戦後から1960年までの期間で、シュメーとの協演盤が20万枚、吉田晴風との協演盤が3万枚、春の海を収録したLP『宮城道雄名曲選集』は3万3000枚、EPが5万4000枚、このうち日本国外への輸出分が1万枚近くあり、ロングヒットを続けている[2]。
- 1968年、日本のエレキバンド井上宗孝とシャープファイブが『春の海』を演奏した。オルガンで尺八､エレキギターで箏をイメージさせる演奏でアルバム『春の海』に収録された。同年、[日本コロムビア]のLP売上1位を獲得している。
- クラブDJアーティストであるDJ OSHOWが、『春の海』をサンプリングした『踊ル皿』という曲を発表している[3]。
- ドカンと一発60分!・みごろ!たべごろ!笑いごろ!（伊東四朗と小松政夫が母子になるコント「ツンツク親子」で本曲を口ずさんだ）
- ハンニバル・ライジング - 本作のヒロインである紫夫人(Lady Murasaki)が琴で春の海を奏でるシーンがある。
- オールスター爆笑ものまね紅白歌合戦!! - 番組冒頭、「正月特別番組」の表示が出された画面のBGMに使用。